# Кардіалгія
Кардіалгія — біль у ділянці серця нестенокардичного характеру, не пов'язаний з фізичним навантаженням та такий, який не знімається прийомом нітратів. Він може бути ко́лючим, ниючим, проявлятися відчуттям печії або здавлюванням в області серця, іррадіювати у всю ліву половину грудної клітки, у ліву руку та ліву лопатку. За тривалістю біль може бути короткочасним, за типом «блискавичного» проколу, нетривалим (хвилини, години) та дуже тривалим (дні, тижні, місяці). Є клінічним симптомом деяких серцевих хвороб.

## Етіологія
Кардіалгії можуть спостерігатися у хворих на атеросклероз вінцевих артерій серця та поєднуватися з типовими нападами стенокардії, виникати в ряді клінічних синдромів та патологічних станів, а також ураження периферійної нервової системи у хворих на шийний остеохондроз як наслідок здавлювання нервових корінців остеофітами, грижею міжхребетного диску або подразнення симпатичного сплетіння артерії хребта. Можуть бути наслідком шийно-плечового синдрому в результаті здавлювання підключичних артерій, вени та плечового сплетіння при додатковому шийному ребрі (синдром Фальконера-Ведделя) або патологічній гіпертрофії переднього драбинчастого м'язу (синдром Наффцигера). Зустрічаються при лівосторонній міжреберній невралгії, оперізуючому герпесі, невриномі корінців (біль може не пероходити навіть при прийомі морфіна), синдромі Тітце (хворобливе потовщення реберних хрящів, частіше II-IV ребер). Спостерігаються при патології діафрагми та шлунково-кишкового тракту. Зокрема, при високому стоянні діафрагми внаслідок вздуття шлунку, кишки, ожиріння тощо, (синдром Рехмельда), діафрагмальній грижі, езофагіті, пептичній виразці стравоходу, кардіоспазмі, при розташуванні поперечної ободової кишки над печінкою (синдром Кілайдіті). Виникають також у хворих на первинну легеневу гіпертензію (синдром Аерца), інфарктом легені, парапневмонічним плевритом, а також міокардитом, перикардитом.

## Види
Виділяють такі п'ять видів кардіалгії.
1. Проста кардіалгія — ниючий або щемлячий біль у верхівковій прекардіальній області, слабкий або помірний, тривалість від декількох секунд до декількох годин. Відчуття «проколів» в ділянці серця.
2. Ангіоневротична кардіалгія — нападоподібний відносно короткочасний стискаючий або давлячий біль різної локалізації, зокрема за грудиною, які супроводжуються занепокоєнням, тахікардією, почуттям нестачі повітря. Біль не вимагає прийому нітрогліцерину, ефект від нього відсутній. Відсутні також ішемічні зміни на ЕКГ.
3. Кардіалгія вегетативного кризу — інтенсивний або ниючий біль, який не знімається нітрогліцерином, супроводжується страхом і бурхливими вегетативними реакціями (пітливість, тремтіння, тахікардія, підвищення АТ і так далі). Зазвичай зустрічається у хворих з тяжким перебігом нейро-судинної дистонії.
4. Симпаталгічна кардіалгія — відчуття печіння або пекучий біль в прекардіальній області, супроводжується гіпералзегією міжреберних проміжків.
5. Псевдостенокардія напруги — біль давить, ниючий або стискаючий, в ділянці серця або за грудиною, виникає або збільшується під час ходьби, але не вимагає зупинки, оскільки навантаження не є головною причиною виникнення болю.

## Лікування
Терапія основного захворювання (остеохондроз, парапневмонічний плеврит, легенева гіпертонія та ін.). Крім того, застосовують седативні засоби (натрію бромід, бромкамфора, настій валеріани тощо); транквілізатори (хлордіазопоксид, діазепам, оксазепам, мепротан, триоксазин тощо.); β-АБ (анаприлін, окспренолол тощо); краплі Зеленіна, валокормід, анальгезуючі засоби (анальгін, ібупрофен, бруфен, баралгін тощо). При кардіалгії внаслідок шийно-плечового синдрому призначають анальгін, індометацин у звичайних дозах, в гіпертрофований передній драбинчастий м'яз вводять 2 мл 2 % розчину новокаїну або 2 мл розчину гідрокортизону 2-3 рази, через день.